# Irene Bechane
Irene Bechane, née le 8 janvier 1993, est une karatéka mozambicaine.

## Biographie
Irene Bechane est médaillée de bronze en kata aux championnats d'Afrique 2014 à Dakar.